# Борошнистий червець щетинистий
Борошнистий червець щетинистий (Pseudococcus longispinus) — вид червців родини борошнистих червців (Pseudococcidae).

## Опис
Доросла самиця має тіло подовжено-овальної форми, довжина тіла дорівнює 3,5 мм. Колір помаранчевий або блідо-рожевий. Зверху тіло вкрите нальотом білого кольору. Восковий наліт може бути рівномірним, але зазвичай утворює вирости у вигляді пластин або щетинок. Самці крилаті, схожі на дрібних ос.

## Спосіб життя
Самиці воліють жити групами в затишних місцях, в пазухах листків або під пухкою корою. Вони не відкладають яйця, а народжують живих личинок. За рік буває 3-4 покоління. Личинки живляться листям трав'янистих рослин.